# 세상체험 아빠와 함께
《세상체험 아빠와 함께》은 한국방송공사의 KBS 2TV에서 방송되었던 초등학생 학부모의 다큐멘터리 프로그램이었다.

## 내레이션
- 오유경 前 아나운서

## 같이 보기
- 인간극장
- 다큐 공감 (종영)
- 동행 (텔레비전 프로그램) (舊 현장르포 동행 종영 이후 포함)
- 도전! 골든벨 (종영)